# Trevor Tordjman
Trevor Flanagan-Torjdman (Kitchener, 22 de novembro de 1995) é um ator, dançarino, cantor, músico, coreógrafo, diretor canadense. Ficou conhecido por estrelar na série The Next Step, e por interpretar Bucky no filme original do Disney Channel, Zombies.

## Filmografia
| Ano  | Título    | Papel |
| ---- | --------- | ----- |
| 2015 | Full Out  | Nate  |
| 2018 | Zombies   | Bucky |
| 2020 | Zombies 2 | Bucky |

| Ano       | Título                     | Papel          | Notas                       |
| --------- | -------------------------- | -------------- | --------------------------- |
| 2013-2020 | The Next Step              | James          | Principal (1ª-7ª Temporada) |
| 2015-2017 | Lost & Found Music Studios | James          | Principal (1ª-2ª Temporada) |
| 2021      | Bunk'd                     | Parker Preston | Principal (5ª Temporada)    |

## Ligações Externas
- Trevor Tordjman. no IMDb.